# 人力派遣

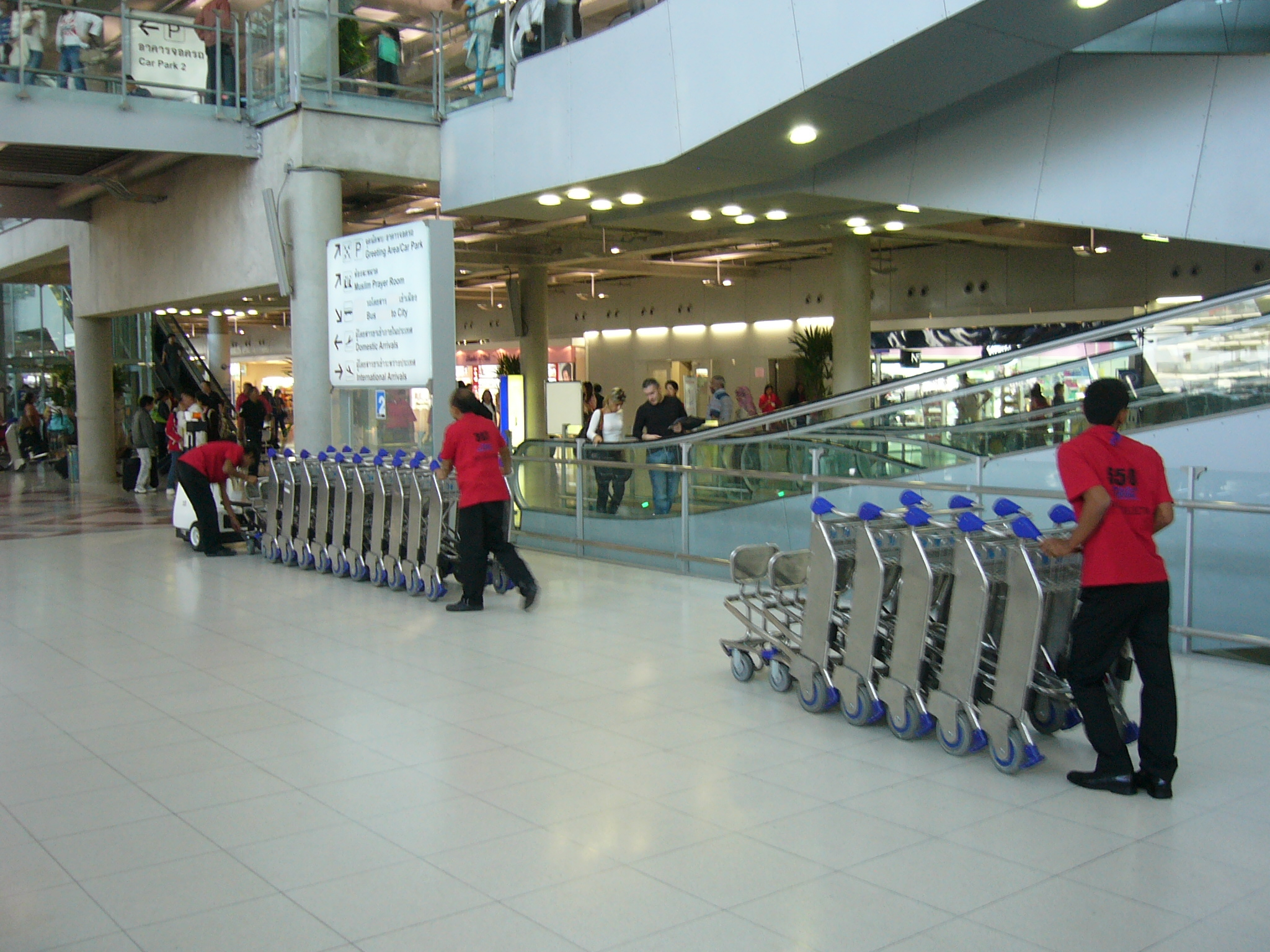
泰國機場派遣職工

人力派遣（又称人才派遣、劳务派遣、劳動派遣、臨時勞動、機構勞動或租賃勞動），是勞動僱用的一種方式。此類工人名義上屬於人力派遣公司，而雇主在工人的同意下將他们提供給有人力需求的企業機構，让他们接受該機構的指揮、監督。
其中，「雇主」是「派遣機構」（又称「人力派遣公司」或「勞務派遣公司」），它向其他機構提供的勞工稱為「派遣勞工」。雇主与工人簽訂一種特殊勞動契約（稱為「派遣契約」），达成僱用關係，即使「派遣勞工」被派往其他機構工作，僱用關係仍然存在。
而接受「派遣勞工」提供勞務的機構稱為「要派機構」，「派遣機構」與其之間訂有一種商務性質的「要派契約」，意即雙方是一種商務關係，「派遣勞工」與其之間並無勞動契約，但是「要派機構」對「派遣勞工」在工作上有指揮監督之權，而「派遣勞工」則按「要派機構」的指示提供勞務。而在「派遣勞工」的薪水方面則是以時薪計算，但也有以約聘契約的金額計算。等於是一種比較有組織化管理的臨時工。
其目的是为了降低勞工雇用成本、规避雇用风险，以及便於雇用工管理。部分人力派遣對於需求企業而言，因為省下了提撥退休金、保險及資遣費等費用，可降低成本；部分淡旺季人力需求差距較大的行業，可藉此避免出現人力不足或浪費的情形。
儘管派遣勞動在使用上有許多各種不同的名稱，然不論所使用的名稱為何，我們可以確定的是，它的內容說明了勞動派遣是一種非典型的、臨時性的且非傳統或非標準的聘僱關係，而這種聘僱關係在此所指的是一種非全時、非長期受聘僱於一家企業或一個雇主的聘僱關係。
與傳統的勞動關係相比之下，我們可以發現，二者間最大的差別在於「勞務給付的對象不同」，在所謂傳統的勞動關係中，勞務給付對象是給付工資的雇主﹔而在所謂的派遣勞動中，它的勞務給付對象並非給付工資的雇主，而是與「派遣勞工」沒有任何契約關係的「要派機構」。
人力派遣也被許多勞工戲稱為“奴隸派遣”，是某些企業與人力仲介利益掛勾所產生的經濟癌細胞。

## 歷史
最早的勞動派遣是發生在第一次世界大戰前的倫敦，當時的業務型態與現今有所不同，而人力派遣起源於1920年代，以Samuel Workman開創「人力租賃」的想法，於夜間的工作時段僱用一批婦女進行盤點的工作。另有一說，則是勞動派遣起源於1926年成立第一家「業務救急」公司的美國，且西元1948年世界上最大之勞動租賃公司「Manpower」在美國成立後開始在全球各地設立其據點，以提供企業臨時性支援服務的員工。
由上段所述可知，派遣勞動可以追溯到1940年以前，但它的蓬勃發展卻是在80年代以來「勞動彈性化」的產物，此一概念係由John Atkiosn在1984年提出，其中包括以下四點：
1.數量彈性化：企業透過勞動力投入數量的調整，以因應經濟景氣的變化
2.功能彈性化：透過訓練與再訓練的方式，培養企業內的員工成為擁有多技能的員工
3.距離策略：企業利用商務契約而非勞動契約的關係，以達生產產品、提供服務及企業持續運作的目標
4.區域策略：企業將員工區分成核心勞工與邊陲勞工，企業內部重要的工作交由核心勞工處哩，他們享有較為優渥的薪資與福利，和企業維持穩定的雇用關係；而邊陲勞工則負責企業內例行性或不重要的工作，其所擁有的待遇與福利較差，僱用關係亦較不穩定。
以上各種人力資源管理措施，使雇主在運用企業人力上更具有彈性，其中「派遣勞動」則呈現出企業運用外部的數量彈性化、距離策略與區域策略趨勢。
到了1985年7月，日本首度制定「勞動派遣法」，而勞動省則隨後開始擬定一連串的細則與相關行政命令，並於1986年7月1日正式進入勞動派遣的合法時代，成為亞洲地區派遣最成熟的國家。
另外，促進派遣勞動的興起乃是國際勞工組織在1997年通過了私立就業服務機構公約（Convention Concerning Private Employment Agencies, No. 181），並修正在之前1949年的收費就業機構公約（Convention Concerning Fee-Charging Employment Agencies, No. 96），此一作法不僅同意私立就業機構能夠提供職業介紹與就業安置的服務外，還能擴張私立就業服務機構的角色，並成為可以僱用勞工供第三人使用的雇主。與此同時，亦呼籲國際社會成員重視勞動市場彈性化的重要性。

## 演變
勞動派遣的前身，應是由從事人力招募與就業媒合的「人力資源管理顧問公司」漸漸轉變而來的。此類公司主要是在專門從事職業介紹與媒合，並接受求才企業的委託來招募符合相關要求的員工。後來，應部分求才企業的要求，改招募一些短期性的人力作為補充，因為是應臨時之需，所以企業不願將此類勞工納入企業的正式編制中，故演變成「人力顧問公司將此類勞工加以聘僱，派往指定的企業提供勞務」的方式。
勞動派遣的另一個前身可以說是由「承攬」型態轉變而來的，最初是將企業內部與生產事業直接關聯的工作，委託、交付企業外的他人來「承攬」，也就是所謂的「外包」，其主要的用意在於節省人事成本，避免因短期性或季節性的人力需求而必須另外負擔長期僱用勞工所衍生的僱用責任。此後，「承攬」的業務範圍逐漸擴大，連同企業內部一些易於分開計算且與品質無直接關聯的生產勞務活動，也交付給企業外的他人而形成「勞務承攬」。企業因擔心無法直接監督管理其工作之過程，損及企業利益和形象，故除了想委外以省去將來終止契約的成本，又想擁有更多對勞工指揮監督權限，至此，勞動派遣制度因運而生。

## 僱用型態
勞動契約僱用型態可以按照契約的期間可以分為「不定期契約」與「定期契約」兩種，而派遣勞動可根據「派遣機構」與「派遣勞工」之間的勞動契約種類，主要分成「經常僱用型」與「登錄型」兩種。
1.經常僱用型
「經常僱用型」的派遣勞動顧名思義就是「派遣機構」與「派遣勞工」所訂定的派遣契約是繼續性、不定期契約，儘管「派遣勞工」正處於等待派遣命令的空窗期間，或是派遣期間終了後，或因「派遣機構」與「要派機構」間的要派契約因故被解除等因素的影響下，「派遣機構」與「派遣勞工」間的派遣契約也不會因此而消滅。這也就意味著當「派遣機構」與「派遣勞工」間的勞動關係仍然存續時，「派遣機構」就應負有繼續支付「派遣勞工」工資之義務，以及相關勞動法規範的雇主責任。
2.登錄型
「登錄型」的派遣勞動是指「派遣機構」與「派遣勞工」之間如果沒有訂立不定期勞動契約，「派遣勞工」僅是在「派遣機構」登記的形式。當「要派機構」向「派遣機構」提出派遣需求，「派遣機構」便會從登記的勞工中選擇出條件適合者，提供給「要派機構」，此時，「派遣機構」才與「派遣勞工」簽訂定期契約，契約期間通常與「要派機構」和「派遣機構」之間的要派契約期間相同。當要派契約期間屆滿時，「派遣機構」與「派遣勞工」的派遣契約也隨之終止，並回到登錄的狀態。
因此，「派遣勞工」與「派遣機構」間僱用關係之成立，取決於「派遣勞工」接受派遣之情況，因此「登錄型」勞動派遣之契約性質上屬於「定期勞動契約」。

## 操作方式
勞工（劳动者）与人力派遣公司（用人单位，也称为「劳务派遣单位」）签订劳动合同，人力需求企業（用工单位，也称为「接受以劳务派遣形式用工的单位」）与派遣公司签订《劳务派遣协议》，使劳工在人力需求企業工作。

## 中国大陆

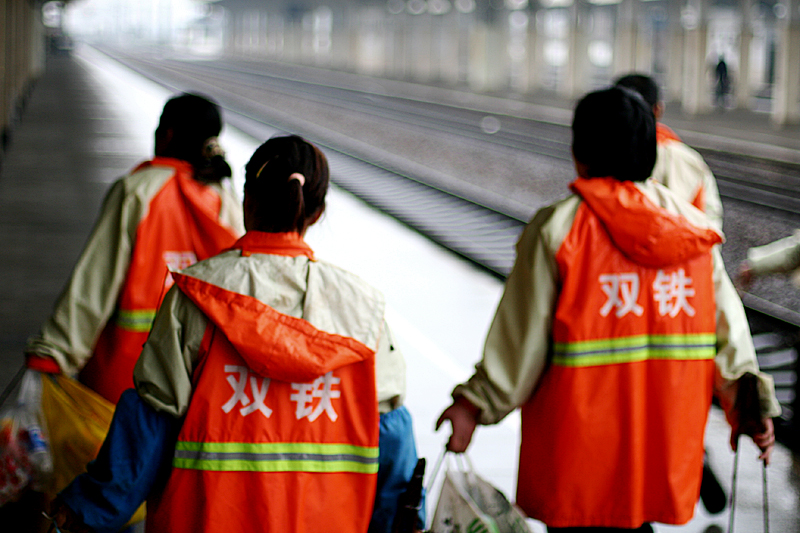
從事派遣工作的蘇州勞工

根据2008年8月1日起执行的《中华人民共和国劳动合同法》的规定如下：
- 劳务派遣单位应当依照公司法的有关规定设立，注册资本不得少于二百万元。[14]
- 劳务派遣单位应当与劳动者签订劳动合同，合同期限不得低于两年，长期用工不得分割成数个短期合同。[15]
- 合同期间，用工单位无工作交给劳动者工作时，用人单位应继续支付当地最低工资标准。[15]
- 合同期间，不得将劳动者再次派遣到其他单位。[16]
- 用工单位不得自己设立用人单位，然后派遣给自己。[17]
- 因用工单位违法，给劳动者造成损害的，用人单位与用工单位承担连带赔偿责任。[18]

因缺乏监管，违法成本低，导致劳务派遣的滥用情况严重。其中央企和外企等大型企业由于自身的资源优势，导致用人单位资质不符、同工不同酬、随意辞退、保险不完善、克扣工资、发生纠纷后用人单位逃逸等问题难以改善。

### 僱員可採取對策
- 熟悉法律规定，尽早订立劳动合同。[21]
- 尽量选信誉好有实力的派遣单位；合同期限不少于两年。
- 派遣单位与用人单位的责任必须明确；工资、保险、福利必须明确（法律规定派遣单位支付工资，用人单位支付岗位津贴和奖金）；违反约定应该怎么处理也必须明确。
- 一旦发生纠纷，首先与派遣单位、用人单位协商解决，二是向劳动争议调解委员会申请调解，三是向劳动监察大队投诉，四是向劳动争议仲裁委员会申请仲裁，五是向人民法院提起诉讼。《劳动法》规定，提起诉讼之前，必须经过劳动争议仲裁委员会仲裁。[22]

## 日本
日本在泡沫經濟崩潰前，大多企業採用年功序列制和終身雇用制。在泡沫經濟崩潰後出現大量派遣公司和派遣式僱用，使人力派遣一名詞於21世紀初期廣為人知。2003年，小泉政府通過派遣法擴及製造業的提案，是年功序列制大範圍消失的轉捩點，此後派遣人力的節省成本效果成為業界主流而持續成長，至今有1/3日本勞工是派遣僱用；社會上反對聲浪和問題也逐漸浮現，在2008年金融海嘯後的景氣衰退使民怨達到高峰，年越派遣村的活動更導致自民黨的下台，但是低成本派遣勞工的缺乏保障、M型社會及少子化問題，與年功序列制的僵化與缺乏國際競爭力問題，從此成為了日本朝野和經濟政策拉扯的兩難爭議。
由於人力派遣本質上是一種臨時工，大量運用時會擠壓正職員工的機會，而由於派遣公司間的競爭激化往往由砍低勞工薪水來吸引企業客戶，連帶產生勞工薪資惡化和不安定僱用的兩大問題白熱化；日本企業普遍認為面對新興市場的崛起，如果不壓低人力成本就無法競爭只能選擇產業外移，所以政策層面只要有反派遣的政治聲音出現，往往會遭到大型財團的反制而失敗，就政府層面來說就算一週只有一點點工時的派遣勞工也不會算在失業率中，等於間接有美化失業率的效果，因此在政商相互得利的情況下導致派遣業的快速發展。
對於勞工而言，由於沒有穩定長久的工作保障，當無工作機會時則無收入，通常無法比照正職員工所享有相等的福利及提撥退休金、保險等保障。部份不遵守勞動法規的人力派遣公司會打出各種名目的收費甚至剋扣工資以剝削勞工。這樣讓更多人會認為工作得不償失，使得工作意願降低。
2009年金融海嘯後的日本厚生勞動省統計派遣工人數已經突破500萬人，每年成長率速度接近25%-30%，非常驚人，2007年的統計人力派遣公司共有41,966家，派遣勞工平均每日薪資10,571日圓。

### 核電產業濫用人力派遣
核電產業常會把危險、輻射暴露較高的工作交給派遣員工，這些員工缺乏自保知識及妥善保養的能力。派遣員工接受危險劑量的輻射照射的問題，並不會出現在正式員工的健康檢查記錄上所凸顯出來，他們罹癌機率大增但醫師及公衛體系無法察覺。在日本福島的核電廠事故後，進出工作人員約三千名，其中東電直屬和約聘員工各半。

## 日本與臺灣之人力派遣法制比較
先進工業國家的日本於1985年最早訂定勞動派遣法，明確規範派遣三方的權利義務關係。西元1999年，日本為拯救國內經濟泡沫化的產業危機，於第三次修正時，將原先的正面表列方式開放之業種，改以負面表列方式排除不適用之業別，藉此擴大派遣業的適用範圍，以期協助企業度過危機。
台灣現行的勞動法係針對傳統關係中雇主與勞工之權利及義務而定，並未針對勞動派遣立有專法，缺乏對派遣勞工的安全、福利、權益等方面的保障制定相關法規。因此目前在相關人之間的契約性質與法律關係上，得依勞動法或私法來加以解釋，相關的主管機關則將派遣業之規範歸納於勞動基準法的架構下。
根據行政院主計總處公布的人力運用調查，於2013年5月從事臨時性或人力派遣工作者已達五十九萬人，而公部門的派遣勞工人數依行政院人事行政總處2013年第三季統計情形也已經有10,365人，由此足以見得臺灣勞動派遣之勞務給付樣態業已存在於勞動市場中；民法第484條「僱用人於得到受僱人之同意後，得將其勞務請求權讓與第三人」之規定，其立法目的開宗明義表示「在於兼顧就業市場的需要及派遣勞工的僱用條件和就業安定」。
臺灣基於派遣勞工與要派機構間並未存有僱用之關係，往往導致派遣勞工的基本權利義務關係及發生職災時，無法適用國內勞工法的相關規定，因而形成公司重利剝削、雇主的責任歸屬、僱用不安定及懲戒權行使等問題，為此，臺灣參考了日本於1958年制定的「有關勞動者派遣事業妥適營運之確保及派遣勞動者就業條件整備等之法律」，為派遣勞動的三方關係爰擬「勞動派遣法」及「派遣勞工保護法」之草案。
在現行勞動法對於勞動派遣規範有限的情形下，政府的立場為能有效的利用勞動力資源，並應及早制定、三讀通過並公布實施關於勞動派遣之法律，以明確派遣勞工、派遣機構及要派機構的權利義務關係，保障派遣勞工的權益不受侵害。
以下簡單的做日本及臺灣派遣法制的比較
| 項目                 | 日本                            | 臺灣 |
| -------------------- | ------------------------------- | --- |
| 法令                 | 1985年完成立法                  | 2001年擬定派遣草案，2019年派遣部分權益保障增定於勞動基準法，經中華民國立法院三讀通過，並由總統公佈實行。 |
| 派遣業務限制         | 管制性措施                      | 2019年勞動基準法增修，禁止要派單位將勞工「轉掛」於派遣事業單位，規避雇主責任。                           |
| 申請經營之許可制度   | 許可制 報備制                   | 無規範 (以企管或人資公司名義登記居多)                                                                    |
| 派遣勞工類型         | 特定勞工 一般勞工               | 經常僱用型 登錄型                                                                                        |
| 職業災害雇主責任     | 專法規範責任明確                | 2002年《職災勞工保護法》 但規範尚未健全                                                                  |
| 安全衛生教育責任     | 專法規範責任明確                | 1991年《勞工安全法》 但規範尚未健全                                                                      |
| 勞工福利保障         | 主動性 依法強制性               | 受要派公司因素影響大                                                                                     |
| 派遣勞工申訴制度     | 官方設置專門機構 受理勞工申訴   | 由事業主受理勞工抱怨申訴                                                                                 |
| 勞工派遣契約內容規範 | 專法規範責任明確                | 法律尚無規範 勞工抱怨多                                                                                  |
| 經常僱用派遣勞工觀念 | 享有一般員工待遇 專業技術層次高 | 視同打零工 擔任基層工作居多                                                                              |

## 另見
- 商業流程委外、外包
- 日本病、日元升值蕭條
- 《派遣女王》（ハケンの品格）：日本電視臺於2007年1月至3月所播出以派遣勞工為題材的電視劇，篠原涼子主演。
- 面試、招聘
- 勞動力市場、人力資本
- 無條件基本收入
- 在職貧窮
- 獵頭 (招聘)
- 人力資源管理
- 人力仲介
- 專家派遣

## 外部連結
- 日本派遣業協會 （页面存档备份，存于）
- NHK專題
- 淺述人力派遣 （页面存档备份，存于）
- 日本勞動派遣現況[永久]
- 派遣工的正義 （页面存档备份，存于） TVBS-NEWS專題報導